# Пушкин, Александр Васильевич
Александр Васильевич Пушкин (род. 14 апреля 1987, Куйбышев, СССР) — российский профессиональный баскетболист, игравший на позиции Легкий форвард.

## Карьера
Родился и вырос в Самаре. Первым тренером Александра стал Игорь Тальских. Затем попал в молодежную команду ЦСК ВВС-Самара. Не пробившись в основной состав самарской команды в сезоне 2008/2009 Александр был отдан в аренду в саратовский «Автодор».
В сезоне 2010/2011 Пушкин выступал за «Университет-Югра», проводил на площадке в среднем по 17 минут за матч, набирал 5 очков, делал 1 передачу и 3 подбора. Покинув Сургут, Александр перешёл в «Союз» из Заречного, а оттуда в саратовский «Автодор».
В 2013 году стал игроком «АлтайБаскета», за который выступал два сезона. В последний год Пушкин был одним из лидеров команды, набирая в среднем 10 очков за игру и делая 2 подбора.
8 июля 2012 года в матче за 3-е место Универсиады вузов Минсельхоза России между Самарской государственной сельхозакадемией и сборной Казанского государственного аграрного университета (счёт — 138:101) Александр набрал 118 очков и стал первым россиянином, которому в официальных матчах покорилась трехзначная отметка.

## Достижения
- Чемпион Суперлиги (2): 2009/2010, 2016/2017
- Серебряный призёр чемпионата России 3х3: 2017